# مردگان متحرک (میشون)
مردگان متحرک: میشون (به انگلیسی: The Walking Dead: Michonne) یک بازی رایانه‌ای است که در سبک ماجراجویی گرافیکی توسط تل‌تیل گیمز ساخته و منتشر شده‌است. این بازی در سال ۲۰۱۶ با موتور ابزار تل‌تیل مخصوص شرکت سازنده ساخته شده‌است. کار آهنگ‌سازی این بازی نیز بر عهدهٔ جارد امرسون-جانسون بوده‌است.